# Рестинга чорночерева
Рести́нга чорночерева (Formicivora melanogaster) — вид горобцеподібних птахів родини сорокушових (Thamnophilidae). Мешкає в Південній Америці.

## Підвиди
Виділяють два підвиди:
- F. m. melanogaster Pelzeln, 1868 — центральна Бразилія (від південного Мату-Гросу на схід до південної Баїї, на південь до Мату-Гросу-ду-Сул, заходу Сан-Паулу і північ Мінас-Жерайсу), південно-східна Болівія і крайній північ Парагваю (Альто-Парагвай);
- F. m. bahiae Hellmayr, 1909 — північно-східна Бразилія (від крайнього сходу Мараньяну на схід до заходку Ріу-Гранді-ду-Норті, на південь до північної Баїї і західного Пернамбуку).

## Поширення і екологія
Чорночереві рестинги мешкають в Бразилії, Болівії і Парагваї. Вони живуть в сухих тропічних лісах, рідколіссях, саванах і чагарникових заростях серрадо і каатинга. Зустрічаються на висоті до 1050 м над рівнем моря. Живляться комахами і павуками.